# Paweł
Pawełⓘ – imię męskie pochodzenia łacińskiego (Paulus), należące do niedużej grupy najstarszych imion rzymskich (imion właściwych, praenomen, por. Marek, Tyberiusz, Tytus). Już w epoce klasycznej zaczął on także występować w funkcji przydomka (cognomen). Paulus oznacza „mały”, „drobny”, lub pokorny. Imię to należało i należy do najpopularniejszych w całym świecie chrześcijańskim, nosiło je około sześćdziesięciu świętych.
Wśród imion nadawanych nowo narodzonym dzieciom w Polsce, Paweł w 2018 roku zajmował 41. miejsce wśród imion męskich. W styczniu 2022 r. w rejestrze PESEL, wśród publicznie dostępnych danych dotyczących osób żyjących, Paweł zajmował 5. miejsce wśród mężczyzn (509 349 osób). W styczniu 2025 r. w rejestrze PESEL, wykazano 504110 mężczyzn o imieniu Paweł nadanym jako imię pierwsze (5. pozycja wśród imion męskich).
W dawnych dokumentach polskich imię Paweł było notowane co najmniej od XII wieku, w formach m.in.: Paulus (łac., 1155), Paweł (1204), Pawil (1372), Pawoł (1387), Pawał (1392), a także z licznymi – świadczącymi o ówczesnej popularności imienia – spieszczeniami, np. Pawlik (ok. 1212), Paszek (1237), Paszko (1278), Paszo (1295), Pawliczko (1385), Pach (1391), Pasz (1404), Pachnik (1411), Pawełek (1498).
Imię to należało na przestrzeni wieków do najpopularniejszych imion w Polsce. Świadczy o tym, obok odnotowanych wyżej zdrobnień, m.in. fakt pochodzenia od imienia Paweł wielu nazwisk i nazw miejscowych. Nazwiska pochodzące od tego imienia to m.in.: Pach, Pachota, Pachowicz, Pachura, Pasiut, Pasiutek, Paszek, Paszkiewicz, Paszkowicz, Pawelec, Paweł, Pawełczyk, Pawełek, Pawełkiewicz, Pawełko, Pawlak, Pawlas, Pawlica, Pawliczak, Pawliczek, Pawliczuk, Pawlik, Pawlikiewicz, Pawlisiak, Pawlisz, Pawliszak, Pawluk, Pawlukiewicz, Pawlus, Pawliszkiewicz, Pawliśkiewicz, Pawłowicz i in.
Przykładami nazw miejscowych są: Paszków, Paszkówka, Pawelce, Pawełki, Pawlice, Pawlichy, Pawliczka, Pawlik, Pawliki, Pawlikowice, Pawlin, Pawlinowo, Pawluki, Pawlusie, Pawłosiów, Pawłowszczyzna, Pawłowa, Pawłowice, Pawłowicze, Pawłowiczki, Pawłowięta, Pawłowo, Pawłów, Pawłówek, Pawłówka, Pawłówko, Pawły.
Żeńskim odpowiednikiem jest Paula.
Paweł imieniny obchodzi 10 stycznia, 15 stycznia, 19 stycznia, 25 stycznia, 1 lutego, 6 lutego, 8 lutego, 2 marca, 7 marca, 22 marca, 16 kwietnia, 28 kwietnia, 15 maja, 1 czerwca, 7 czerwca, 26 czerwca, 28 czerwca, 29 czerwca, 20 lipca, 25 lipca, 30 lipca, 20 września, 3 października, 19 października, 8 listopada, 16 listopada i 19 listopada.
Z tym imieniem związane są przysłowia polskie:
- Czy Paweł, czy Gaweł – to jedno
- Ja o Pawle, a on o Gawle
- Nie będzie Pawła, to się weźmie Gawła
- Kiedy Paweł się nawróci, zima się na wspak obróci[4].

## W innych językach
- łacina – Paulus
- język angielski – Paul
- język arabski – بولس، بولص (Bulus, Bulos)
- język białoruski – Pawieł (Павeл), Pauluk (Паўлюк)
- język bułgarski – Paweł (Павел)
- język chorwacki – Pavao
- język chiński – 保罗 （Bǎoluó）
- język czeski – Pavel
- język duński – Poul
- esperanto – Paŭlo
- język fiński – Paavali
- język francuski – Paul
- język grecki – Παύλος (Paulos)
- język hebrajski – שאול, פולוס (Sza'ul, Polos)
- język hiszpański – Pablo
- język indonezyjski – Paulus
- język irlandzki – Pól
- język japoński – ポール (Pōru)
- język kataloński – Pau
- język koreański – 폴 (Pol)
- język litewski – Povilas, Paulius, Povilis
- język łotewski – Pāvils
- język niderlandzki – Paul, Paulus (rzadki)
- język niemiecki – Paulus, Paul
- język norweski – Paul
- język portugalski – Paulo
- język rosyjski – Pawieł (Павел)
- język rumuński – Paul
- język serbski – Pavle (Павле)
- język słowacki – Pavol, Pavel
- język sycylijski – Paulu
- język szwedzki – Paul
- etnolekt śląski – Paul, Paulek, Pawoł, Pawůł
- język tahitański – Paoro
- język ukraiński – Pawło (Павло)
- język węgierski – Pál
- język włoski – Paolo, Polo

## Wybrane osoby o imieniu Paweł

### Władcy
- Paweł I Romanow (1754–1801), car Rosji od 1796
- Paweł Karadziordziewić (1893–1976), regent Jugosławii 1934–41
- Paweł I Glücksburg (1901–1964), król Grecji od 1947

### PatriarchowieKonstantynopola
- św. Paweł I, patriarcha Konstantynopola od 337
- Paweł II, patriarcha Konstantynopola 641-653
- Paweł III, patriarcha Konstantynopola 687-693
- Paweł IV, patriarcha Konstantynopola 780-784

### Papieże
- Paweł I, papież 748-767
- Paweł II (1417–1471), papież od 1464
- Paweł III (1468–1549), papież od 1534
- Paweł IV (1476–1559), papież od 1555
- Paweł V (1552–1621), papież od 1605
- Paweł VI (1897–1978), papież od 1963, Święty Kościoła katolickiego
- Jan Paweł I (1912–1978), papież w 1978
- Jan Paweł II (1920–2005), papież od 1978, Święty Kościoła katolickiego

### Święci
- Paweł z Tarsu, Paweł Apostoł (ok. 10-między 64 a 67)
- Paweł z Teb (ok. 228-341) – pierwszy pustelnik
- Paweł I (zm. ok. 350) – patriarcha Konstantynopola, męczennik, święty katolicki i prawosławny
- Paweł (zm. 362) – męczennik wraz z bratem św. Janem
- Paweł z Latros (880-956) – stylita
- Paweł Miki (1565-1597) – męczennik japoński
- Paweł od Krzyża (1694-1775) – założyciel pasjonistów
- Paweł Liu Hanzuo (1778-1818 lub 1819) – chiński ksiądz, męczennik
- Paweł Chŏng Ha-sang (1795-1839) – katechista, męczennik koreański
- Paweł Hŏ Hyŏb (1796-1840) – męczennik koreański
- Paweł Hong Yŏng-ju (1802-1840) – katechista, męczennik koreański
- Paweł Liu Jinde (1821-1900) – męczennik chiński
- Paweł Chen Changpin (1838-1861) – chiński seminarzysta, męczennik
- Paweł Wu Anju (1838-1900) – męczennik chiński
- Paweł Ge Tingzhu (1839-1900) – męczennik chiński
- Paweł Denn (1847-1900) – francuski jezuita, misjonarz, męczennik
- Paweł Wu Wanshu (1884-1900) – męczennik chiński
- Paweł Lang Fu (1893-1900) – męczennik chiński

### Pozostałe osoby o imieniu Paweł

#### Identyfikowane poimieniu
- Paweł z Samosaty (ok. 200-ok. 273) – biskup Antiochii
- Paweł z Aleksandrii (IV w.) – grecki astrolog
- Paweł Diakon (ok. 720-ok. 799) – longobardzki historyk i poeta
- Paweł Wyszelic (?-1295 lub 1296) – wojewoda świecki
- Paweł z Przemankowa (?-1292) – biskup krakowski
- Paweł Ogon (?-1339/1340) – wojewoda łęczycki
- Paweł z Krosna (między 1470 a 1474–1517) – polski poeta renesansowy
- Mistrz Paweł z Lewoczy (?-1537/1542) – rzeźbiarz słowacki

#### Identyfikowane ponazwisku
- Pál Ábrahám (1892–1960) – węgierski kompozytor operetkowy
- Pavol Abrhan (ur. 1957) – słowacki polityk, poseł do Rady Narodowej
- Paweł Adamowicz (1965–2019) – prezydent Gdańska w latach 1998–2019
- Paolo Agostini (ok. 1583 – 1629) – włoski kompozytor barokowy, organista
- Pablo Aimar (ur. 1979) – argentyński piłkarz
- Paolo Alatri (1918–1995) – włoski historyk, marksista
- Paulo Alho (ur. 1980) – portugalski kierowca wyścigowy
- Paulo Almeida (ur. 1981) – brazylijski piłkarz
- Paulo Alves (ur. 1969) – portugalski piłkarz
- Paulo Alves Romão (ur. 1964) – brazylijski duchowny katolicki
- Paulo Amaral (1923–2008) – brazylijski piłkarz i trener piłkarski
- Paulo Anchieta Veloso Pinto (ur. 1976) – brazylijski siatkarz
- Paolo Andino – amerykański aktor telewizyjny i filmowy
- Paulo André (ur. 1983) – brazylijski piłkarz
- Paolo Andreucci (ur. 1965) – włoski kierowca rajdowy, czterokrotny mistrz Włoch
- Paolo Angioni (ur. 1938) – włoski jeździec sportowy; złoty medalista olimpijski z Tokio
- Paulus Arajuuri (ur. 1988) – fiński piłkarz grający na pozycji obrońcy
- Paolo Atzei (ur. 1942) − włoski duchowny katolicki, arcybiskup Sassari w latach 2004-2017
- Paolo Bacchini (ur. 1985) – włoski łyżwiarz figurowy
- Paolo Bacigalupi (ur. 1972) – amerykański autor fantastyki
- Pavol Bajza (ur. 1991) – słowacki piłkarz
- Pavol Baláž (ur. 1984) – słowacki piłkarz
- Pavol Barabáš (ur. 1959) – słowacki reżyser, autor filmów górskich i podróżniczych
- Paweł Barański (ur. 1978) – poeta
- Paolo Baratta (ur. 1939) – włoski ekonomista, były minister, przewodniczący Biennale w Wenecji
- Paolo Barbi (1919–2011) – włoski polityk, długoletni parlamentarzysta
- Paolo Barelli (ur. 1954) – włoski pływak, działacz sportowy i polityk
- Pavol Biroš (ur. 1953) – czechosłowacki piłkarz
- Pavol Blažek (ur. 1958) – słowacki lekkoatleta
- Paul Bosvelt (ur. 1970) – holenderski piłkarz
- Paul Bowles (1910–1999) – amerykański poeta i prozaik, tłumacz, kompozytor
- Paul Broca, właściwie Pierre Paul Broca (1824–1880) – francuski chirurg i antropolog, jeden z twórców antropologii
- Paweł Brożek (ur. 1983) – polski piłkarz
- Paweł Burczyk (ur. 1969) – polski aktor filmowy, prezenter telewizyjny
- Paolo Cozza (ur. 1963) – włoski prawnik, osobowość telewizyjna i dyrektor generalny firmy motoryzacyjnej
- Pau Casals (1876–1973) – kataloński wiolonczelista, kompozytor i dyrygent
- Pau Cendrós (ur. 1987) – hiszpański piłkarz
- Paul Cézanne (1839–1906) – francuski malarz postimpresjonistyczny
- Paweł Cyganek (1913–1995) – polski piłkarz
- Pawieł Czerenkow (zm. 1990) – fizyk rosyjski
- Paul Delaroche (właśc. Hippolyte Delaroche, 1797–1856) – francuski malarz, przedstawiciel akademizmu w sztuce
- Paweł Deląg (ur. 1970) – polski aktor
- Paul Deschanel (1856–1922) – francuski polityk i pisarz, prezydent Francji
- Paul Dirac (1902–1984) – brytyjski fizyk teoretyk
- Pau Donés (ur. 1966) – hiszpański piosenkarz, kompozytor, gitarzysta
- Paul Ehrlich (1854–1915) – niemiecki chemik i bakteriolog, odkrywca pierwszego w miarę skutecznego lekarstwa przeciwko kile; uważany za twórcę podstaw chemioterapii
- Paul R. Ehrlich (ur. 1932) – amerykański biolog, demograf i pedagog
- Pablo Escobar (1949–1993) – kolumbijski baron narkotykowy
- Paweł Fajdek (ur. 1989) – polski lekkoatleta specjalizujący się w rzucie młotem, najmłodszy w historii złoty medalista mistrzostw świata w tej konkurencji
- Paweł Finder (1904–1944) – polski działacz komunistyczny, z zawodu chemik
- Pau Gargallo (1881–1934) − hiszpański rzeźbiarz pochodzący z Katalonii
- Paul Gascoigne (ur. 1967) – angielski piłkarz
- Pau Gasol (ur. 1980) – hiszpański koszykarz
- Paul Gauguin, właśc. Eugène Henri Paul Gauguin (1848–1903) – malarz francuski
- Paul Gray (1972–2010) – muzyk, członek grupy Slipknot
- Paweł Giżycki (najprawdopodobniej ok. 1400 – 1463) – biskup płocki, kanonik gnieźnieński i krakowski, scholastyk płocki i krakowski
- Paweł Giżycki (1692–1762) – polski architekt baroku, malarz, dekorator, jezuita
- Paweł Graś (ur. 1964) – polski przedsiębiorca i polityk, w latach 1998–2014 poseł na Sejm
- Povilas Gylys (ur. 1948) – litewski ekonomista i polityk, minister spraw zagranicznych
- Paweł Hertz (1918–2001) – polski pisarz, poeta, tłumacz i wydawca
- Paul Hester (1959–2005) – australijski muzyk, postać telewizyjna
- Paul David Hewson (Bono) (ur. 1960) – irlandzki muzyk, filantrop, lider grupy rockowej U2
- Paul von Hindenburg (1847–1934) – marszałek i prezydent Niemiec
- Páll Óskar Hjálmtýsson (ur. 1970) – wokalista muzyki pop
- Paweł Huelle (ur. 1957) – pisarz, publicysta
- Povilas Jakubėnas, w polskich źródłach Paweł Jakubenas (1871–1953) – litewski ksiądz ewangelicko-reformowany, superintendent generalny litewskiego odłamu Jednoty Wileńskiej w okresie międzywojennym
- Povilas Jakučionis (ur. 1932) – litewski polityk, architekt, więzień komunistyczny
- Paweł Janas (ur. 1953) – piłkarz, trener Reprezentacji Polski
- Paweł Jasienica (1909–1970) – historyk
- Paweł Kikowski (ur. 1986) – polski koszykarz w klubie Wilki Morskie Szczecin
- Paul Klee (1879–1940) – malarz szwajcarsko-niemiecki
- Páll Klettskarð (ur. 1990) – farerski piłkarz
- Paweł Konnak (ur. 1966) – polski performer
- Paweł Korycki (ur. 1976) – judoka
- Paweł Korzeniowski (ur. 1985) – pływak
- Paweł Kotla (ur. 1972) – polski dyrygent symfoniczny i operowy
- Paweł Kowal (ur. 1975) – polityk i poseł klubu parlamentarnego PJN
- Paweł Królikowski (1961–2020) – polski aktor filmowy, telewizyjny, teatralny i dubbingowy
- Paweł Kukiz (ur. 1963) – piosenkarz
- Pawlos Kunduriotis (1855–1935) – grecki wojskowy i polityk, pierwszy prezydent Grecji po ogłoszeniu republiki w 1924
- Paul Landers (ur. 1964) – gitarzysta znanego zespołu metalowego Rammstein
- Povilas Leimonas (ur. 1987) – litewski piłkarz
- Pau López (ur. 1994) – hiszpański piłkarz
- Povilas Lukšys (1886–1919) – pierwszy żołnierz niepodległej Litwy poległy w walkach o ojczyznę
- Povilas Lukšys (ur. 1979) – litewski piłkarz
- Paweł Łoziński (ur. 1965) – polski reżyser filmów dokumentalnych
- Paolo Maldini (ur. 1968) – piłkarz
- Paweł Malowaniec (ur. 1972)– judoka
- Paweł Małaszyński (ur. 1976) – aktor
- Paweł Małecki (ur. 1976) – cukiernik
- Paweł Mazur (ur. 1968) – polski malarz, rysownik, poeta i prozaik
- Paul McCartney (ur. 1942) – piosenkarz, członek grupy The Beatles
- Paul McGrath (ur. 1959) – irlandzki piłkarz
- Paweł Mróz (ur. 1984) – polski bobsleista
- Paweł Mróz (ur. 1986) – polski judoka
- Paweł Mróz (ur. 1984) – polski koszykarz
- Paweł Nastula (ur. 1970) – dżudoka
- Paul Natorp (1854–1924) – niemiecki filozof i pedagog, przedstawiciel neokantowskiej szkoły marburskiej i jeden z prekursorów pedagogiki społecznej
- Pavel Nedvěd (ur. 1972) – piłkarz
- Pablo Neruda, właściwie Ricardo Eliecer Neftalí Reyes Besualto (ur. 1904–1973) – chilijski poeta, laureat Nagrody Nobla w dziedzinie literatury w 1971 r.
- Paul Newman (1925–2008) – amerykański aktor filmowy i dubbingowy, reżyser, producent filmowy
- Páll Ólafsson (1827–1905) – islandzki poeta
- Pablo Picasso (1881–1973) – hiszpański malarz, rzeźbiarz, grafik, ceramik oraz poeta
- Paweł Piskorski (ur. 1968) – polityk, były prezydent Warszawy
- Povilas Plechavičius (1890–1973) – generał litewski
- Paweł Poncyljusz (ur. 1969) – polityk
- Páll á Reynatúgvu (ur. 1967) – farerski fizjoterapeuta, piłkarz oraz polityk
- Pau Ribas (ur. 1987) – hiszpański koszykarz
- Paul Scholes (ur. 1974) – piłkarz
- Paweł Sitarski (ur. 1976)– judoka
- Paweł Sito (ur. 1965) – polski dziennikarz radiowy, prasowy i telewizyjny
- Paweł Skrzecz (ur. 1957) – polski pięściarz, medalista olimpijski
- Paweł Skwierawski (ur. 1973) – dziennikarz i muzyk
- Paweł Smoliniec (ur. 1977) – judoka
- Paulo Sousa (ur. 1970) – portugalski piłkarz i trener piłkarski
- Pāvels Šteinbors (ur. 1985) – łotewski piłkarz
- Paweł Edmund Strzelecki (1797–1873) – polski podróżnik, geolog, geograf, badacz i odkrywca
- Pawieł Suchoj (1895–1975) – radziecki konstruktor lotniczy, od którego nazwiska pochodzi oznaczenie samolotów Su
- Pál Szalay (1892 – ?) – węgierski lekkoatleta specjalizujący się w biegach sprinterskich i skoku w dal
- Pawieł Szaramiet (1971–2016) – białoruski, rosyjski i ukraiński dziennikarz niezależnych mediów
- Paul Szczurek – zbrodniarz hitlerowski, członek załogi obozu koncentracyjnego Auschwitz-Birkenau
- Pál Szinyei Merse (1845–1920) – węgierski malarz, polityk
- Paweł Szydłowiecki (1478–1506) – ksiądz rzymskokatolicki
- Pál Teleki (1879–1941) – węgierski polityk, minister wychowania i dwukrotny premier Węgier, geograf, założyciel węgierskiego skautingu
- Pál Teleki (1906–1985) – rumuński i węgierski piłkarz
- Pál Titkos (1908–1988) – węgierski piłkarz, napastnik i trener piłkarski
- Pau Tonnesen (ur. 1992) – hiszpański lekkoatleta specjalizujący się w wielobojach
- Paweł Tuchlin (1946–1987) – seryjny morderca
- Pál Turán (1910–1976) – węgierski matematyk
- Povilas Urbšys (ur. 1962) – litewski urzędnik państwowy, poseł na Sejm Republiki Litewskiej
- Pawieł Urysohn (1898–1924) – rosyjski matematyk
- Povilas Vanagas (ur. 1970) – litewski łyżwiarz figurowy
- Pál Ványa (1904–1955) – węgierski skoczek narciarski
- Pál Várhidi (1931–2015) – węgierski piłkarz
- Pál Vastagh (ur. 1946) – węgierski polityk, prawnik, działacz komunistyczny
- Pau Vela Maggi (ur. 1986) – hiszpański wioślarz
- Povilas Višinskis (1875–1906) – pisarz litewski, dziennikarz, reżyser, propagator kultury litewskiej
- Paweł Wawrzecki (ur. 1950) – aktor
- Paweł Wendorff (ur. 1965) – polski reżyser, operator i producent filmowy
- Paul Wesley, właśc. Paweł Wasilewski (ur. 1982) – amerykański aktor polskiego pochodzenia
- Paweł Wilczak (ur. 1965) – aktor
- Paweł Włodkowic (ur. pomiędzy 1370 a 1373, zm. 1435) – polski kapłan katolicki, uczony, prawnik, pisarz religijny i prawno-polityczny, rektor Uniwersytetu Jagiellońskiego, obrońca interesów Polski w sporach z Krzyżakami, prekursor tolerancji religijnej
- Paweł Woicki (ur. 1983) – siatkarz
- Paweł Woźniak (ur. 1969) – polski lekkoatleta, sprinter i płotkarz
- Paweł Zagumny (ur. 1977) – siatkarz
- Paweł Zalewski (ur. 1964) – polityk, poseł do Parlamentu Europejskiego
- Paweł Zawada, pseudonim Sęk (1883–1954) – śląski pisarz, gawędziarz, badacz folkloru oraz historii lokalnego osadnictwa
- Paweł Zatorski (ur. 1990) – polski siatkarz
- Povilas Žadeikis (1887–1957) – litewski dyplomata, wieloletni poseł w USA
- Povilas Žičkus (1911–1997) – członek organizacji „Żelazny Wilk“

## Inne
- Paweł – stacja Górnośląskich Kolei Wąskotorowych
- Paweł – wieś w Bułgarii